# GE U9B
A GE U9B é uma locomotiva diesel-elétrica produzida pela GE entre 1957 e 1959, sendo utilizada no Brasil e no Chile.
Foi projetada para linhas com restrições de gabarito e peso, típica de países em desenvolvimento. São capazes de operar em qualquer bitola, de 0,914 a 1,676m.
Originalmente eram 3 U9B na RMV, que foram para a EFL no final da década de 1950. Na EFL uma foi transformada em U12B e as outras foram transferida para Noroeste.
A outra transformada em U12B sendo numerada com ao advento do SIGO da RFFSA como 2325, sendo também lotada na Noroeste em Bauru.

## Tabela
| Modelo    | Potência (HP) | Bitola (m)    | Fabricante       | Origem | Ano de Fabricação |
| --------- | ------------- | ------------- | ---------------- | ------ | ----------------- |
| U9B / U9C | 1060          | 1,000 e 1,600 | General Electric | EUA    | 1957 a 1959       |

Numeração RFFSA
| Numeração RFFSA | 2197 | 2198 | 2199 |

## Modelos
Foram produzidos nos seguintes modelos U9B e U9C.

## Proprietários Originais

### U9B
- As locomotivas da Cia Paulista Estradas de Ferro foram incorporada a FEPASA, com a criação desta em 1971.
- As U9B da Paulista rodaram na FEPASA até inicio da década de 80.
- Na década de 80 as U9B da RFFSA foram transferidas da Leopoldina para a Noroeste em Bauru. Elas foram numeradas como #2198 e #2199.

### U9C
- As U9C rodam na FERRONOR ao norte do Chile.